# Marin Batschwarow
Marin Batschwarow (bulgarisch Марин Бъчваров; * 30. Juni 1947) ist ein ehemaliger bulgarischer Eishockeyspieler. Sein Bruder Ilija Batschwarow nahm ebenfalls für Bulgarien im Eishockey an den Winterspielen 1976 teil.

## Karriere
Marin Batschwarow nahm für die bulgarische Nationalmannschaft an den Olympischen Winterspielen 1976 in Innsbruck teil. Mit seinem Team belegte er den zwölften und somit letzten Platz. Er selbst kam im Turnierverlauf in sechs Spielen zum Einsatz und erzielte dabei ein Tor.  